# 紐尼奧阿
33°27′S 70°36′W / 33.450°S 70.600°W

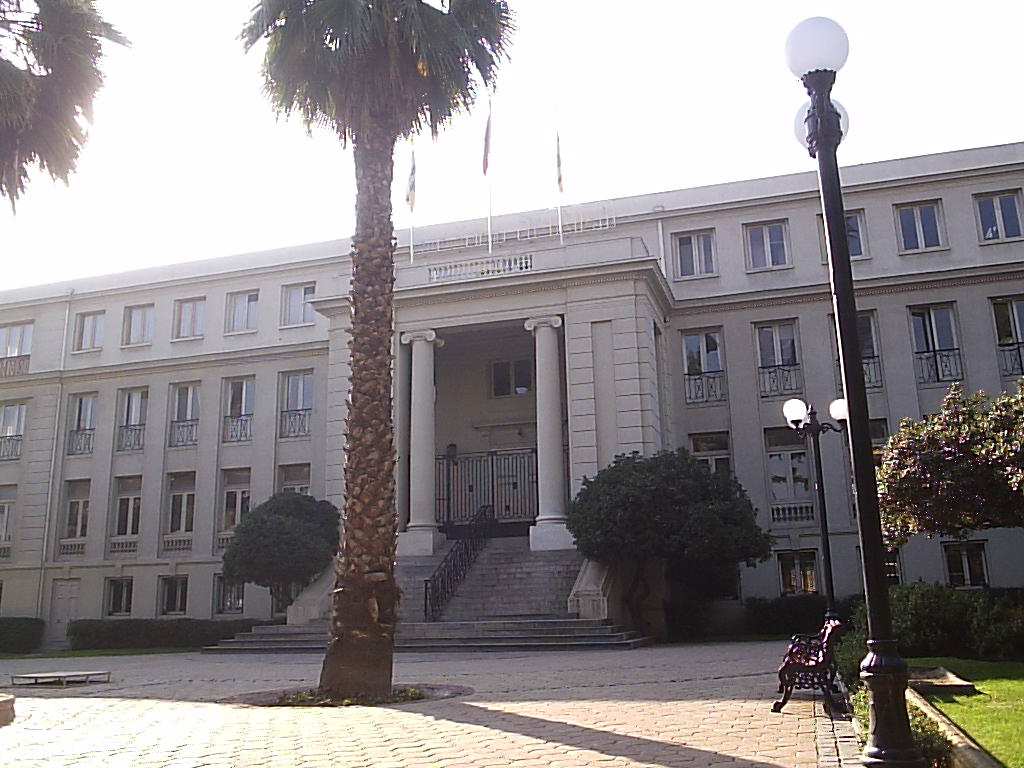

紐尼奧阿（西班牙語：Ñuñoa，西班牙語發音：[ɲuˈɲo.a]），是智利的城鎮，位於該國中部聖地亞哥首都大區的聖地亞哥省，始建於1894年5月6日，面積16.9平方公里，海拔高度610米，2012年人口195,410人，人口密度每平方公里8,937.57人。